# Au Sable (Míchigan)
Au Sable es un lugar designado por el censo ubicado en el condado de Iosco en el estado estadounidense de Míchigan. En el Censo de 2010 tenía una población de 1404 habitantes y una densidad poblacional de 254,5 personas por km².

## Geografía
Au Sable se encuentra ubicado en las coordenadas 44°24′45″N 83°20′21″O / 44.41250, -83.33917. Según la Oficina del Censo de los Estados Unidos, Au Sable tiene una superficie total de 5.52 km², de la cual 5.43 km² corresponden a tierra firme y (1.55%) 0.09 km² es agua.

## Demografía
Según el censo de 2010, había 1404 personas residiendo en Au Sable. La densidad de población era de 254,5 hab./km². De los 1404 habitantes, Au Sable estaba compuesto por el 95.66% blancos, el 0.64% eran afroamericanos, el 0.85% eran amerindios, el 0.93% eran asiáticos, el 0% eran isleños del Pacífico, el 0.36% eran de otras razas y el 1.57% pertenecían a dos o más razas. Del total de la población el 3.63% eran hispanos o latinos de cualquier raza.